# Royal Tank Regiment

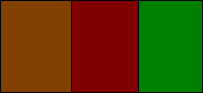
Tactical recognition flash des RTR

Das Royal Tank Regiment, abgekürzt RTR, ist eine Panzerregiment des britischen Heers, das 1917 als Tank Corps gegründet wurde und von 1923 bis 1939 Royal Tank Corps hieß. Das Regiment ist damit die älteste Panzereinheit der Welt.
Das Royal Tank Regiment ist Teil des Royal Armoured Corps und hat seit 2014 die Stärke eines Bataillons. Operativ ist das RTR heute der Brigade 12th Armoured Brigade Combat Team der 3rd Division unterstellt. Teil des Regiments ist auch eine CBRN-Aufklärungskompanie, die operativ einem CBRN-Pionierregiment untersteht.

## Geschichte
Die Aufstellung des Royal Tank Regiments folgte der Erfindung von Panzern (englisch Tanks). Panzer wurden erstmals im September 1916 während der Schlacht an der Somme im Ersten Weltkrieg bei Flers eingesetzt. Zu dieser Zeit wurden sechs Panzerkompanien als schwere Abteilung des Machine Gun Corps gruppiert.
Nachdem diese Abteilung am 28. Juli 1917 auf königlichen Befehl vom Machine Gun Corps getrennt wurde, wurde aus ihr als Tank Corps ein eigenständiges Korps gebildet. Die acht Kompanien wurden zu Tank-Corps-Bataillonen erweitert und bis Dezember 1918 auf 26 Bataillone aufgestockt. Eine besondere Bedeutung hatte das Royal Tank Regiment 1917 in der Schlacht von Cambrai, bei der die Briten mit über 400 Panzern versuchten, die deutsche Siegfriedstellung zu überwinden. Während des Ersten Weltkrieges wurden vier Mitglieder des Royal Tank Regiments mit dem Victoria Cross ausgezeichnet.
Nach dem Krieg wurde das Tank Corps auf eine Größe von vier Bataillonen (2nd, 3rd, 4th und 5th Battalion) reduziert. Am 18. Oktober 1923 wurde der Name des Corps von Georg V. offiziell zu Royal Tank Corps ergänzt. Zwischen 1933 und 1938 wurde das Corps auf acht reguläre Bataillone aufgestockt. Daneben stellte das Regiment zwischen 1938 und 1939 zwölf zu Territorial Army gehörende Reserve-Bataillone auf, von denen acht 1947 und vier 1956 wieder aufgelöst wurden. Am 4. April 1939 wurde die Bezeichnung Royal Tank Corps zu Royal Tank Regiment geändert. Die einzelnen Bataillone des Royal Tank Regiment wurden in der Folgezeit, soweit sie als Teil einer gepanzerten Formation (z. B. einer Brigade) eingesetzt wurden, als „Regiment“ bezeichnet (so hieß das 2nd Battalion, Royal Tank Corps als Teil der 3rd Armoured Brigade ab September 1939 2nd Royal Tank Corps). Während des Zweiten Weltkrieges wurde das Regiment um weitere vier reguläre Bataillone erweitert, die bei Kriegsende wieder aufgelöst wurden. Ab dem 19. September 1945 wurden alle Bataillone des Royal Tank Regiment als „Regiment“ benannt.
Viele Einheiten des Royal Tank Regiment nahmen in Schlachten und Operationen des Zweiten Weltkrieges, einschließlich der Schlacht um Dünkirchen, El Alamein und der Operation Overlord, teil. Beim D-Day setzte das Royal Tank Regiment sogenannte Hobart’s Funnies, Panzer mit spezieller Ausrüstung, beispielsweise zum Minenräumen, ein. Zwei Soldaten des Royal Tank Regiments bekamen nach dem Zweiten Weltkrieg das Victoriakreuz; außerdem wurden diverse andere Auszeichnungen an Regimentsangehörige verliehen.
Seit Ende des Zweiten Weltkrieges wurde das Regiment in Malaya, Korea, Zypern, Borneo, Aden, am Persischen Golf, auf dem Balkan, im Irak und in Afghanistan im Einsatz. Es war außerdem lange Zeit bei der Britischen Rheinarmee in Deutschland stationiert und diente als Garnison in der Suezkanalzone, in Libyen, Hongkong und Nordirland. Die acht Bataillone des Royal Tank Regiment wurden unterdessen im Rahmen von Heeresreformen 1959 um zwei und 1960, 1969, 1992 und 1993 um je ein Bataillon reduziert. Zuletzt wurden die verbliebenen zwei Bataillone (das 1st und das 2nd Royal Tank Regiment) am 2. August 2014 verschmolzen, so dass das Royal Tank Regiment nunmehr nur noch aus einem Bataillon besteht.

## Colonels
Colonel-in-Chief des Corps bzw. Regiments waren:
- 1918–1936: König Georg V.
- 1936–1952: König Georg VI.
- 1953–2022: Königin Elisabeth II.
- seit 2023: König Charles III.

Der Einheit stand von 1917 bis 1923 Major-General Sir John Capper als Director General vor. Sein Amt wurde 1923 zu Colonel Commandant umbenannt. Bei Ablösung Cappers wurden jeweils drei Colonels Commandant eingesetzt, den einer als Representative Colonel Commandant jeweils für die Dauer von vier Jahren vorstand. 1994 wurde der Posten des Representative Colonel Commandant zu Colonel Commandant und die der Colonels Commandant zu Deputy Colonel Commandant umbenannt. Colonels Commandant des Corps bzw. Regiments waren:
| Name                                                                | Colonel Commandant | Representative Colonel Commandant |
| ------------------------------------------------------------------- | ------------------ | --------------------------------- |
| Major-General Sir John Capper                                       | 1923–1934          |                                   |
| Major-General Sir Ernest D. Swinton                                 | 1934–1938          | 1934–1938                         |
| Field Marshal Sir Archibald Montgomery-Massingberd                  | 1934–1939          |                                   |
| General Sir Hugh Elles                                              | 1934–1945          | 1939                              |
| Major-General George M. Lindsay                                     | 1938–1947          | 1940–1943                         |
| Lieutenant-General Sir Charles N. F. Broad                          | 1939–1948          | 1944–1947                         |
| Field Marshal Bernard Montgomery, 1. Viscount Montgomery of Alamein | 1939–1948          | 1944–1947                         |
| Major-General Sir Percy C. S. Hobart                                | 1947–1951          | 1948–1951                         |
| General Sir John T. Crocker                                         | 1949–1961          |                                   |
| Major-General Nigel W. Duncan                                       | 1952–1959          | 1952–1957                         |
| Major-General Henry R. B. Foote                                     | 1957–1964          | 1958–1961                         |
| Lieutenant-General Sir Harold E. Pyman                              | 1959–1965          |                                   |
| Major-General Henry M. Liardet                                      | 1961–1967          | 1962–1967                         |
| Major-General Sir Alan Jolly                                        | 1965–1968          |                                   |
| Field Marshal Sir R. Michael P. Carver                              | 1968–1973          | 1970–1971                         |
| Major-General Patrick R. C. Hobart                                  | 1968–1978          | 1971–1974                         |
| General Sir Richard E. Ward                                         | 1970–1976          | 1974–1976                         |
| Lieutenant-General Sir Allan M. Taylor                              | 1973–1980          |                                   |
| Major-General John G. R. Allen                                      | 1976–1981          | 1977–1980                         |
| Major-General Roy L. C. Dixon                                       | 1978–1983          | 1982–1983                         |
| Lieutenant-General Sir Richard G. Lawson                            | 1980–1982          | 1980–1982                         |
| Major-General Ian H. Baker                                          | 1981–1986          |                                   |
| Major-General Richard M. Jerram                                     | 1982–1988          | 1983–1985                         |
| General Sir Antony K. F. Walker                                     | 1983–1987          | 1985–1991                         |
| Major-General Sir Laurence A. W. New                                | 1986–1992          |                                   |
| Lieutenant-General Sir A. S. Jeremy Blacker                         | 1988–1994          |                                   |
| Name                                                                | Colonel Commandant | Deputy Colonel Commandant         |
| Major-General Robert W. M. McAfee                                   | 1995–1999          | 1993–1994                         |
| Brigadier A. C. I. Gadsby                                           |                    | 1994–2000                         |
| Lieutenant-General Andrew P. Ridgway                                | 1999–2006          | 1995–1999                         |
| Lieutenant-General A. David Leakey                                  | 2006–2010          | 1999–2006                         |
| Major-General Peter Gilchrist                                       |                    | 2000–2008                         |
| Lieutenant-General Sir Christopher M. Deverell                      | 2010–2015          | 2006–2010                         |
| Brigadier Simon Caraffi                                             |                    | 2008–2010                         |
| Brigadier Patrick J. Allison                                        |                    | 2010–2015                         |
| Brigadier Piers. D. P. Hankinson                                    |                    | 2012–2015                         |
| Brigadier Ian J. Gibb                                               |                    | 2015–2018                         |
| Major-General John R. Patterson                                     | 2015–2018          |                                   |
| Brigadier Gavin J. Thompson                                         | seit 2018          | 2015–2018                         |
| Colonel Jason M. Williams                                           |                    | 2018–2024                         |
| Brigadier Nick J. Cowey                                             |                    | seit 2019                         |

## Fahrzeuge
Das Royal Tank Regiment benutzt(e) unter anderem folgende Fahrzeuge:
- Challenger 2 Kampfpanzer
- Warrior Schützenpanzer
- FV107 Scimitar Spähpanzer
- Scorpion Spähpanzer
- FV105 Sultan
- FV103 Spartan
- FV104 Samaritan
- HGV
- Land Rover
- Fuchs
- Ferret
- Centurion
- Chieftain
- Abbot
- FV 432
- Saladin
- Saracen

## Battle Honours
Dem Regiment wurden folgende Battle Honours verliehen (englische Originalbezeichnungen), von denen die fettgedruckten auf der Regimentsfahne aufgeführt sind:
- Erster Weltkrieg: Somme 1916 ’18, Arras 1917 ’18, Messines 1917, Ypres 1917, Cambrai 1917, St. Quentin 1918, Villers Bretonneux, Amiens, Bapaume 1918, Hindenburg Line, Épéhy, Selle, France and Flanders 1916–18, Gaza.
- Zweiter Weltkrieg: Arras Counter Attack, Calais 1940, St. Omer-La Bassée, Somme 1940, Odon, Caen, Bourguébus Ridge, Mont Pincon, Falaise, Nederrijn, Scheldt, Venlo Pocket, Rhineland, Rhine, Bremen, North-West Europe 1940 ’44–45, Abyssinia 1940, Sidi Barrani, Beda Fomm, Sidi Suleiman, Tobruk 1941, Sidi Rezegh 1941, Belhamed, Gazala, Cauldron, Knightsbridge, Defence of Alamein Line, Alam el Halfa, El Alamein, Mareth, Akarit, Fondouk, El Kourzia, Medjez Plain, Tunis, North Africa 1940–43, Primosole Bridge, Gerbini, Adrano, Sicily 1943, Sangro, Salerno, Volturno Crossing, Garigliano Crossing, Anzio, Advance to Florence, Gothic Line, Coriano, Lamone Crossing, Rimini Line, Argenta Gap, Italy 1943-45, Greece 1941, Burma 1942.
- Nach 1945: Korea 1951–53, Al Basrah, Iraq 2003.